# Alexandros Panayi
Alexandros Panayi (Grieks: Αλέξανδρος Παναγή) (Nicosia, 24 juni 1970) is een Cypriotisch zanger.

## Biografie
Panayi groeide op in een muzikale familie, en was op zijn achttiende reeds een gerenommeerde naam in de Cypriotische muziekwereld. Hij trok naar het Berklee College of Music in de Verenigde Staten, alwaar hij vijf jaar zou blijven.
Alexandros Panayi heeft een rijke geschiedenis met het Eurovisiesongfestival. In 1989 was hij achtergrondzanger bij de Cypriotische bijdrage voor het Eurovisiesongfestival in het Zwitserse Lausanne. Een jaar later waagde hij zelf voor het eerst zijn kans. Hij eindigde derde in de Cypriotische nationale finale, met het nummer Pistevo. Een jaar later was hij wederom achtergrondzanger bij de Cypriotische bijdrage, en in 1993 eindigde hij wederom derde in de nationale finale, ditmaal met het nummer Gia sena tragoudo. In 1995 was het dan eindelijk raak: met het nummer Sti fotia won hij de nationale finale, waarna hij zijn vaderland mocht vertegenwoordigen op het Eurovisiesongfestival 1995 in de Ierse hoofdstad Dublin. Hij eindigde op een verdienstelijke negende plaats.
Drie jaar later waagde hij opnieuw zijn kans in de nationale preselectie. Samen met Marlain Angelidou eindigde hij op de tweede plaats met Fterougisma. Twee jaar later was het wel weer raak. Als onderdeel van Voice won hij de nationale finale met het nummer Nomiza. In de Zweedse hoofdstad Stockholm eindigde Cyprus op de 21ste plaats. Zijn laatste deelname aan de Cypriotische nationale finale dateert van 2009, toen hij met There is love als zesde eindigde. Hij was wel nog drie maal achtergrondzanger, bij Elena Paparizou (Griekenland 2005), Sakis Rouvas (Griekenland 2009) en Litesound (Wit-Rusland 2012).